# و ناگهان عمه آمد
و ناگهان عمه آمد (انگلیسی: Along Came Auntie) یک فیلم کمدی صامت کوتاه آمریکایی به کارگردانی فرد گیول و ریچارد والاس است که در سال ۱۹۲۶ منتشر شد. از بازیگران این فیلم می‌توان به اولیور هاردی، گلن تراین، تایلر بروک، مارتا اسلیپر، لوسی بومانت و ویوین اوکلند اشاره کرد.